# Daniel Kerschbaumer
Daniel Kerschbaumer (* 11. Juni 1989) ist ein österreichischer Fußballspieler.

## Karriere
Der aus Inzersdorf stammende Kerschbaumer absolvierte beim unterklassigen Verein SV Grün-Weiß Micheldorf seine ersten Trainingseinheiten und kam als 13-Jähriger zum FK Austria Wien. Nachdem er ein Jahr im Internat der Frank-Stronach Fußballakademie verbracht hatte, wechselte er zum SV Ried, da er von seinem Trainer als zu „schmächtig“ angesehen wurde. Er trainierte in der Folge bis zu seinem 19. Lebensjahr in Ried, absolvierte dort auch die Schule und spielte für die SV Ried Amateure. 2009 kam er zum SK Vorwärts Steyr, mit dem er in der Folge zwischen 2009 und 2011 in der OÖ Liga spielte. Nachdem Vorwärts Steyr in der Saison 2010/11 Meister der OÖ Liga geworden war, spielte Kerschbaumer in der Folgesaison mit seinem Verein in der Regionalliga Mitte. Steyr musste jedoch nach nur einer Saison in der Regionalliga 2012 wieder absteigen. Kerschbaumer wechselte zum FC Pasching und blieb somit in der Regionalliga. Er spielte in 27 von 30 Partien der Paschinger und wurde dabei immer über die volle Distanz eingesetzt. Er erzielte in der Saison 2012/13 drei Tore in der Liga.
Am 30. Mai 2013 gewann Kerschbaumer mit Pasching den Österreichischen Fußball-Cup 2012/13. Dabei war er im Endspiel gegen den amtierenden österreichischen Meister FK Austria Wien über die volle Spieldistanz im Einsatz. Zudem hatte er im Halbfinale gegen FC Red Bull Salzburg das Siegertor erzielt.
Seit 11. Juni 2014 stand er bei LASK Linz unter Vertrag. Nach Saisonende 2014/15 wechselte er zum SK Austria Klagenfurt, dem Aufsteiger in die Erste Liga. Sein Vertrag wurde jedoch im Dezember 2015 wegen Spielerüberschuss aufgelöst.
Im Jänner 2016 wechselte er zum Regionalligisten FC Blau-Weiß Linz, mit dem er zu Saisonende in den Profifußball aufsteigen konnte.
Zur Saison 2018/19 wechselte er zum Bundesligisten SV Mattersburg. Nach neun Bundesligaspielen für die Burgenländer kehrte er im Jänner 2019 zum Zweitligisten Vorwärts Steyr zurück, bei dem er einen bis Juni 2019 laufenden Vertrag erhielt. Nach der Saison 2018/19 verließ er Steyr. Nach einem halben Jahr ohne Verein wechselte er im Jänner 2020 zum viertklassigen ASKÖ Oedt. Bei dem er kurz vor Beendigung des Spielbetriebes aufgrund der COVID-19-Pandemie zu einem Einsatz in der Viertklassigkeit und wechselte im Sommer 2020 innerhalb der Liga zur Union Weißkirchen.